# Akio Haga
Akio Haga (Shizuoka; 8 de junio de 1966) es un ingeniero automotriz y diseñador de automóviles japonés.
Principalmente conocido en el diseño de monoplazas de Fórmula 1, ha ocupado posiciones importantes en los equipos F1 Jordan, MF1, Spyker, Force India, Racing Point y Aston Martin.

## Carrera

### Comienzos
El llamado auge de los superdeportivos en su infancia despertó su interés por los automóviles, y el Gran Premio de Japón de 1976 despertó su interés en la Fórmula 1. Hubo un tiempo en que quería ser piloto de motociclismo cuando estaba en la escuela secundaria, pero abandonó ese camino después de un grave accidente y decidió convertirse en ingeniero.
Después de graduarse del Departamento de Ingeniería Mecánica de la Universidad de Gakugei de Tokio, se unió a TOM'S, una empresa japonesa de deportes de motor. Luego de adquirir experiencia como ingeniero y mecánico, en 1993, participó en el diseño del chasis TOM'S 033F/034F para Fórmula 3 (F3) de la época. Después de eso, pasó a TOM'S GB, una subsidiaria británica de la empresa, y continuó involucrado en el desarrollo de autos de carreras en el Reino Unido.

### Fórmula 1
En 1998, cuando TOM'S GB fue vendido a Audi, Haga pasó a Jordan Grand Prix. Después de estar involucrado en el diseño del sistema de enfriamiento y el sistema de escape del Jordan 199, Jordan gradualmente se involucró en el diseño de toda la máquina, y posteriormente se convirtió en Force India después de pasar por MF1 Racing y Spyker F1 en 2007. Designado como líder del proyecto (director de diseño) en 2006. Haga se convirtió en el primer japonés en ocupar un puesto equivalente al de diseñador jefe en un constructor de F1.
Force India tiene un sistema en el que dos equipos de diseño se turnan para diseñar máquinas durante un año, por lo que Akio Haga, como líder de uno de ellos, liderará el desarrollo de los monoplazas de F1 del equipo, empezando por el Force India VJM01. También se desempeña como director de diseño en Racing Point (más tarde renombrado como Aston Martin), que heredó el equipo a mediados de 2018.
El Racing Point RP20 desarrollado para temporada 2020 consiguió la primera victoria del equipo en el Gran Premio de Sakhir, contribuyendo en gran medida a la victoria.
Básicamente, debido al sistema de trabajo de fábrica, a excepción Gran Premio de Gran Bretaña que se celebra cerca de la fábrica, apenas se presenta en el lugar de la carrera de F1. Como resultado, rara vez aparece en los medios de comunicación.